# Svenska Narkomanvårdsförbundet
Svenska Narkomanvårdsförbundet (SNVF), partipolitiskt och religiöst obunden organisation som arbetar för utveckling av den specialiserade, offentliga, öppna narkomanvården. Förbundet bildades 1991.